# Vlag van Braives
De vlag van Braives is op 24 april 2002 bij raadsbesluit vastgesteld als de vlag van de Luikse gemeente Braives. De vlag kan als volgt worden beschreven:
Rood met witte kasteel.
De vlag werd pas op 15 juli 2003 bevestigd door de Franse Gemeenschapsregering. De vlag is volledig gebaseerd op het gemeentewapen en ziet er dus helemaal hetzelfde uit.